# Schiff (Bergisch Gladbach)
Schiff ist ein Ortsteil im Stadtteil Herrenstrunden von Bergisch Gladbach.

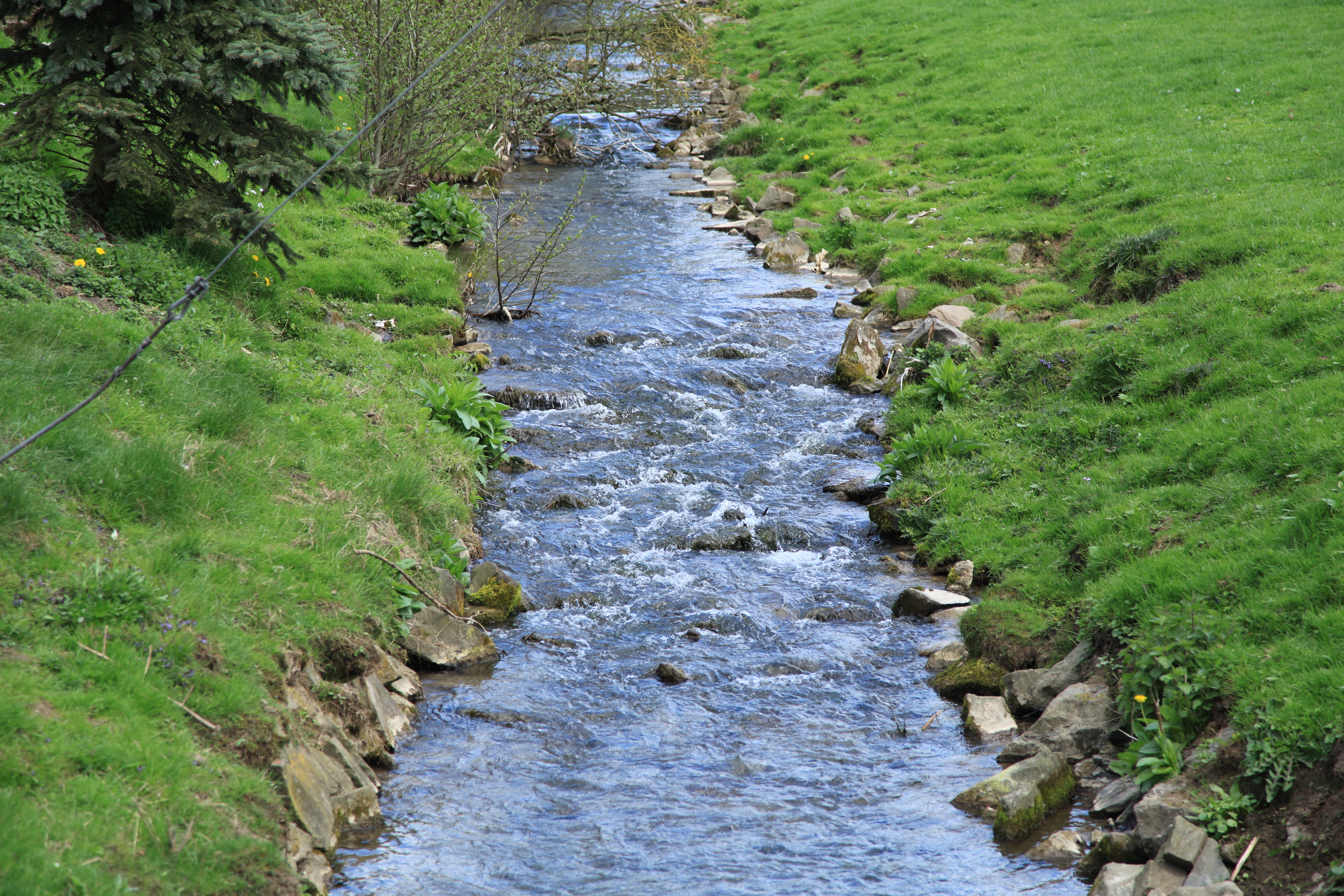
Die Strunde bei Gut Schiff

## Geschichte
Der Name Schiff nimmt Bezug auf eine spätmittelalterliche Siedlungsgründung, die 1400 erstmals in der Form Scheef urkundlich genannt wurde. Im Urkataster wird sie erwähnt als am Weg „von Dombach nach Schiff und Strund“. Die Bezeichnung Schiff hat ihre Wurzeln in dem Wort Schilf, der ursprünglich an der Stelle wucherte, wo später das Hofgut errichtet wurde. Über die frühe Geschichte des Gutes Schiff ist nur wenig bekannt. Bereits im 16. Jahrhundert gab es hier eine Schleifmühle, eine Tuchwalkmühle (auch Vollmühle genannt) und eine Ölmühle. Heute befindet sich hier ein landwirtschaftliches Anwesen mit einem Bauernladen.
Die Topographia Ducatus Montani des Erich Philipp Ploennies, Blatt Amt Porz, belegt, dass der Wohnplatz 1715 als gemeiner Hof kategorisiert wurde und mit z. Schif bezeichnet wurde.
Carl Friedrich von Wiebeking benennt die Hofschaft auf seiner Charte des Herzogthums Berg 1789 als Scheef. Aus ihr geht hervor, dass Schiff zu dieser Zeit zu einem Teil der Honschaft Herkenrath und zu einem Teil der Honschaft Combüchen war.
Unter der französischen Verwaltung zwischen 1806 und 1813 wurde das Amt Porz aufgelöst und Schiff wurde politisch der Mairie Gladbach im Kanton Bensberg zugeordnet. 1816 wandelten die Preußen die Mairie zur Bürgermeisterei Gladbach im Kreis Mülheim am Rhein. Mit der Rheinischen Städteordnung wurde Gladbach 1856 Stadt, die dann 1863 den Zusatz Bergisch bekam.
Der Ort ist auf der Topographischen Aufnahme der Rheinlande von 1824 und auf der Preußischen Uraufnahme von 1840 als Pulvermühle Schiff verzeichnet. Ab der Preußischen Neuaufnahme von 1892 ist er auf Messtischblättern regelmäßig als Schiff oder ohne Namen verzeichnet.
Aufgrund des Köln-Gesetzes wurde die Stadt Bensberg mit Wirkung zum 1. Januar 1975 mit Bergisch Gladbach zur Stadt Bergisch Gladbach zusammengeschlossen. Dabei wurde auch Schiff Teil von Bergisch Gladbach.
| Jahr | Einwohner | Wohn- gebäude | Kategorie                    | Politische / kirchliche Zugehörigkeit               |
| ---- | --------- | ------------- | ---------------------------- | --------------------------------------------------- |
| 1822 | 16        |               | 2 Pulvermühlen               | Bürgermeisterei Gladbach, Kirchspiel Sand           |
| 1830 | 20        |               | Pulvermühle                  | Bürgermeisterei Gladbach, Kirchspiel Sand           |
| 1845 | 16        | 3             | Pulverfabrik und zwei Mühlen | Bürgermeisterei Gladbach, Kirchspiel Paffrath       |
| 1845 | 10        | 2             | Bauergüter                   | Bürgermeisterei Bensberg, Pfarre Herkenrath         |
| 1871 | 26        | 3             | Pulverfabrik                 | Bürgermeisterei Gladbach                            |
| 1885 | 40        | 4             | Wohnplatz                    | Bürgermeisterei Gladbach, Kirchspiel Herrenstrunden |
| 1895 | 48        | 3             | Wohnplatz                    | Bürgermeisterei Gladbach, Kirchspiel Herrenstrunden |
| 1905 | 6         | 4             | Wohnplatz                    | Bürgermeisterei Gladbach, Kirchspiel Paffrath       |

## Mühlenbetrieb
Im 16. Jahrhundert wurde der Hof um eine Öl-, Schleif- und eine Tuchwalkmühle (Vollmühle) erweitert. Die Mühlengeschichte findet sich in dem Artikel Pulvermühlen von Gut Schiff.

## Denkmal
Das Gut Schiff steht unter Nr. 109 als Denkmal in der Liste der Baudenkmäler in Bergisch Gladbach.